# Litice (Blíževedly)
Litice (německy Litnitz) jsou malá vesnice, část obce Blíževedly v okrese Česká Lípa. Nachází se asi tři kilometry východně od Blíževedel, pod kopcem Vlhošť.

## Historie
První písemná zmínka o vesnici pochází z roku 1396.

## Přírodní poměry

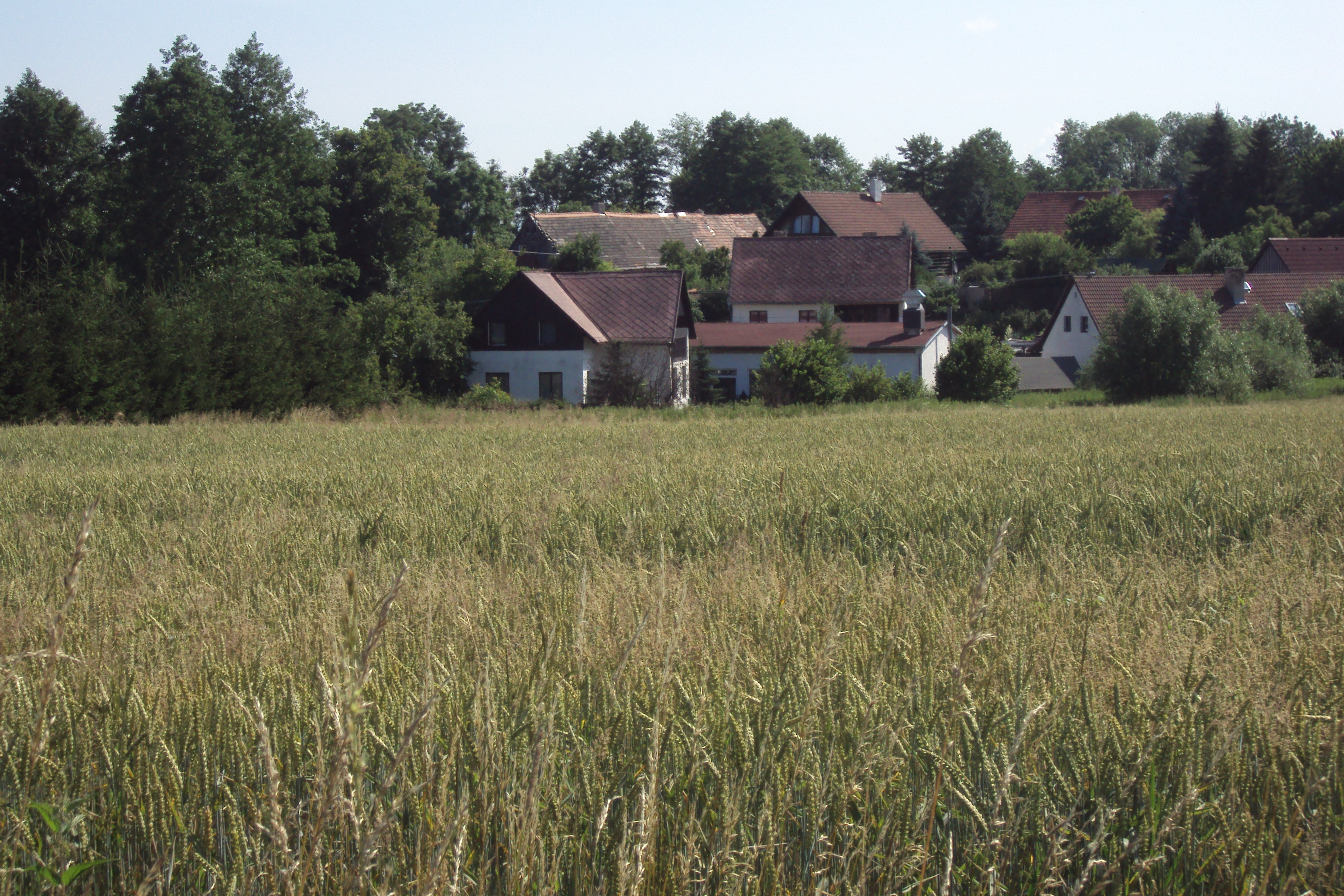
Litice obklopené obilnými lány

Katastrální území Litice měří 4,25 km² a v jeho jihovýchodní části stojí osada Vlhošť. Mezi oběma sídly se nachází vrch Vlhošť a převážná část stejnojmenné přírodní rezervace. Jižně od Litic leží přírodní památka Pod Hvězdou.

## Obyvatelstvo
Při sčítání lidu v roce 1921 zde žilo 194 obyvatel (z toho 87 mužů) německé národnosti a římskokatolického vyznání. Podle sčítání lidu z roku 1930 měla vesnice 208 obyvatel: jednoho Čechoslováka a 207 Němců. Všichni se hlásili k římskokatolické církvi. V osadě Ráj v roce 1921 zde žilo 32 obyvatel (z toho třináct mužů) německé národnosti, kteří se kromě jednoho člověka bez vyznání hlásili k římskokatolické církvi. Podle sčítání lidu z roku 1930 měla osada 42 obyvatel s nezměněnou národnostní a náboženskou strukturou.

## Doprava
Do Litic zajíždí ve všední dny autobusová linka ČSAD Česká Lípa 500292 od České Lípy.

## Pamětihodnosti
Ve vsi stojí dvě památkově chráněné usedlosti (čp. 11 a 30).